# Umra

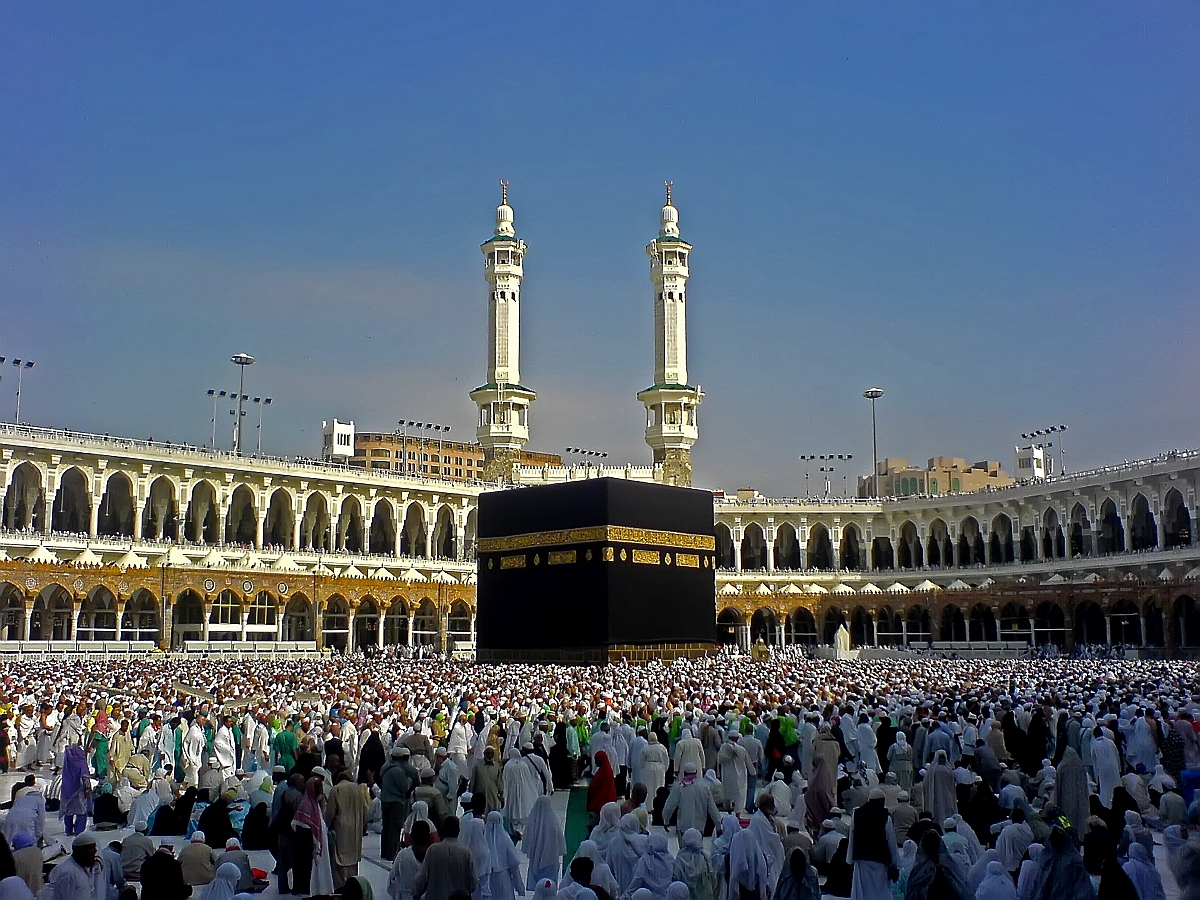
Kaba i mitten av Masjid al-Haram.

Umra kallas den lilla vallfärden som kan utföras av varje muslim och när som helst under året.
Den kan utföras i kombination med den stora (hajj) eller separat. Det är endast vissa riter som utförs under umra, till exempel den rituella vandringen (tawaf) runt Kaba och förflyttningen mellan de två kullarna as-Safa och al-Marwa. Stenandet av Satan och besöket på berget Arafat utförs inte under den lilla vallfärden. Ceremonin tar mellan en och fyra timmar beroende på hur många som deltar. Ju mer folk desto längre tid tar ceremonin. Umra är ingen plikt som den stora vallfärden, men räknas som en förtjänstfull gärning; däremot blir den som utför umra inte fri från plikten att utföra hajj. Umran brukar ofta utföras under ramadan. Muslimer som besöker Saudiarabien brukar ofta kombinera sitt besök med att utföra den lilla vallfärden. Det finns ingen regel att man måste utföra hajj före umra, men det anses bättre. Om man har tillräckligt med pengar till hajj bör denna prioriteras. Om man sedan skulle vilja göra umra också, så är det fullt tillåtet för varje muslim.